# Coleman Hawkins
Coleman Randolph Hawkins, "The Hawk", född 21 november 1904 i Saint Joseph i Missouri, död 19 maj 1969 i New York i New York, var en amerikansk jazzmusiker.

## Biografi
Hawkins började som barn med att spela piano och cello men skiftade vid nio års ålder till tenorsaxofon. Redan som 16-åring arbetade han som professionell musiker och turnerade 1921-23 med bluessångerskan Mamie Smith. Parallellt började han också frilansa på inspelningar med orkesterledaren Fletcher Henderson i vars orkester han snart blev fast medlem och förblev så i tio år (1924-34). Han gjorde under denna tid också skivinspelningar med olika studiogrupper, däribland ett några uppmärksammade sidor med Red McKenzies grupp Mound City Blue Blowers 1929 och 1931.
1934-39 vistades Hawkins i Europa och framträdde i bland annat Storbritannien, Frankrike, Nederländerna och Sverige. Han gjorde under denna period skivinspelningar med åtskilliga europeiska jazzmusiker, däribland Django Reinhardt. Vid Hawkins framträdanden i Stockholm i april 1935 ackompanjerades han av Arne Hülphers orkester. Han spelade också på en privat tillställning hos amerikanske ambassadören inför bland annat kronprins Gustaf Adolf. År 1950 medverkade han som solist i Thore Ehrlings orkester i Stockholms konserthus.
Återkommen till USA framträdde Hawkins ett tag med ett eget storband men övergick snart till att främst framträda med mindre grupper. Under 1940- och 1950-talen framträdde han ofta med konsertturnén Jazz at the Philharmonic och turnerade åter i Europa (han uppträdde i Stockholm igen i oktober 1967). Han framträdde oavbrutet fram till ett par veckor före sin död.
Hawkins speciella variationsrika improvisationsteknik har gjort honom till en av stilbildarna på hans instrument, tenorsaxofonen. Hans version av Body and Soul från 1939 räknas som ett av jazzens klassiska mästerverk.

## Utmärkelser
Asteroiden 8147 Colemanhawkins är uppkallad efter honom.